# بحر النجوم (فلم)
 بحر النجوم هو فيلم دعائي مصري عرض في 30 يوليو 2008، من وإخراج أحمد المهدي، وتأليف ديكلان أوبراين، وإنتاج نبيل عيسى. ومن بطولة كريم محمود عبد العزيز، وبريجيت ياغي، سعيد صالج، ولطفي لبيب، وعدد من المغنيين العرب هيفاء وهبي، ووائل كفوري، وكارول سماحة، وأحمد الشريف، ورويدا محروقي. يعتبر الفيلم التجربة العربية الأولى في الأفلام الدعائي، وكان لصالح شركة بيبسي، وأول بطولة لكريم محمود عبد العزيز وبريجيت ياغي، والفيلم الوحيد للمخرج الراحل أحمد مهدي.

## ملخص القصة
يتناول الفيلم قصة «يوسف» الشاب الذي يعيش في بلدة ساحلية سياحية، حيث يُساعد والده في إدارة أعمال العائلة التي تمر بضائقة مالية، ويُفكر في الخروج منها بالعمل على إنعاش بلدته التي ارتبطت دوماً بالموسيقى والغناء، فيتفق مع أخته وجده على إحياء مهرجان كان يُقيمه الجد وصديق له بالبلدة قبل عشرين عاماً، ويبدأ رحلته للاتفاق مع المُطربين الكِبار للمُشاركة في المهرجان الذي يبدأ كحُلم، ويتحول إلى حقيقة مبهرة.

## طاقم التمثيل
- كريم محمود عبد العزيز بدور يوسف
- بريجيت ياغي بدور سارة
- سعيد صالح
- لطفي لبيب
- هيفاء وهبي بشخصيتها الحقيقية
- وائل كفوري بشخصيته الحقيقية
- كارول سماحة بشخصيتها الحقيقية
- أحمد الشريف بشخصيته الحقيقية
- رويدا المحروقي بشخصيتها الحقيقية
- محمد سليمان بدور نديم
- محمد الكيلاني
- سهيلة حسين
- مدحت قاسم

## وصلات خارجية
- بحر النجوم على موقع IMDb (الإنجليزية)
- بحر النجوم على موقع قاعدة بيانات الأفلام العربية
- بحر النجوم على موقع قاعدة بيانات الفيلم (الإنجليزية)
- بحر النجوم على موقع ليتربوكسد (الإنجليزية)